# Henry Grattan
Henry Grattan, född 3 juli 1746 i Dublin, död 4 juni 1820 i London, var en irländsk politiker.
Grattan blev 1775 medlem av irländska underhuset. Han lyckades genom vältalighet och med stöd av demonstrationer av de 1778 organiserade frivilliga trupperna de så kallade volunteers 1779 genomdriva handelsfrihet för Irland samt 1782 den så kallade Renunciation act. Grattans försök att reformera det irländska parlamentets valsätt och sammansättning misslyckades på grund av den rådande korruptionen, och blott i ringa utsträckning lyckades han förbättra katolikernas ställning. På grund av dessa motgångar lämnade han 1797 parlamentet men återinträdde efter 1798 års upprors kuvande 1800 för att bekämpa William Pitt den yngres förlag om Act of Union 1800 som förenade kungarikena Storbritannien och Irland, men misslyckades i sin kamp. 1805 blev Grattan medlem i de förenade rikenas parlament och arbetade där framför allt för katolikernas medborgerliga rättigheter. Grattas son, Henry Grattan, utgav 1839-45 sin fars Memoirs i 5 band och 1822 hans Speeches.